# Спарта энд К
Женский баскетбольный клуб «Спарта энд К» (ранее «Спарта&К») — российская команда по баскетболу из города Видное.
Клуб основан в 2005 году в городе Видное, Московская область. В настоящее время является одним из самых титулованных клубов в России и Европе. В декабре 2009 года команда сменила название «Спартак» на «Видное». В 2010 вновь было изменено название клуба, в настоящее время он называется «Спарта энд К».

## История

### 2005—2009
В сезоне 2005/2006 клуб поднялся на лидирующую позицию в европейском баскетболе, выиграв Кубок Европы. В сезоне 2006/07 «Спартак» укрепил командный и тренерский состав — в команду на роль главного тренера была приглашена Наталья Хейкова из Словакии, а среди игроков появились Тина Томпсон, Дайана Таурази, Сьюзан Бёрд, Светлана Абросимова, Лорен Джексон. Клуб выиграл Евролигу и чемпионат России, в котором был обыгран обыграли непобедимый на протяжении трёх предыдущих лет самарский клуб ВБМ-СГАУ.
В сезоне 2007/08 «Спартак» вновь стал чемпионом Евролиги, в финале обыграв чешский «Гамбринус». 10 мая 2008 года, обыграв в четвёртом матче серии ЦСКА, «Спартак» стал чемпионом России.
Сезон 2008/2009 «Спартак» пригласил на должность главного тренера венгерского специалиста Ласло Радгебера, и сезон прошёл под знаком противостояния «Спартака» и УГМК: в финале Кубка России УГМК выиграл у «Спартака», а «Спартак» обыграли УГМ в полуфинале Евролиги, проходившем в Саламанке, а затем, победив хозяек «Финала четырёх» «Авениду», завоевал золотые медали. Исход противостояния «Спартака» и УГМК в чемпионате России решился в третьем матче финальной серии в Екатеринбурге — успешная атака Агнешки Бибржицки за мгновения до финальной сирены оставила подмосковных баскетболисток с серебряными медалями.

### 2009—2013
В октябре 2009 клуб завоевал первый трофей в сезоне — Суперкубок Европы после победы на родном паркете над турецким «Галатасараем» 92:59. Впервые в составе вышли бывшие лидеры ЦСКА Илона Корстин, Жанель МакКарвилл, Эдвидж Лоусон и покинувшая московское «Динамо» Анете Екабсоне. Не было в составе четырёх ключевых игроков предыдущего сезона: Дайана Таурази успела прилететь и добраться до ДС «Видное» только к концу игры и на площадку выйти не смогла, Сью Берд взяла передышку до Нового года, Лорен Джексон вернулась в родную Австралию, а Татьяна Щёголева решила сделать паузу в карьере. Команда набирала обороты в начавшемся сезоне под руководством нового главного тренера Поки Чатман, ранее ассистировавшей сначала Нате Хейковой, а затем Ласло Радгеберу.
Сезон как и предыдущий, прошёл под знаком противостояния «Спартака» и УГМК: в финале Кубка России выиграл УГМК, а «Спартак» победил в полуфинале Евролиги, проходившем в Валенсии (Испания), а затем, победив хозяек «Финала четырёх» «Валенсию», завоевали золотые медали турнира, посвятив победу погибшему генеральному менеджеру Шабтаю Калмановичу. В чемпионате России противостояние «Спартака» и УГМК решилось в трёх матчах финальной серии в Екатеринбурге — по мнению многих специалистов, победа УГМК, помимо спорного судейства, была обусловлена отличной игрой Абросимовой против Таурази.
Сезон 2010/2011: в полуфинале Евролиги был повержен клуб-хозяин «Финала четырёх» екатеринбургский УГМК, однако в главном поединке 10 апреля 2011 года «Спартак» уступил «Авениде» (Саламанка, Испания). Золото чемпионата страны снова отправилось на Урал.
В сезоне 2011/2012 «Спарта энд К» произвела значительные изменения в составе: в команду пришли три опытные американки (Бекки Хэммон, Кэндис Дюпри и Симон Огастус — самый полезный игрок Финалов женской НБА 2011 года), чемпионки Европы 2011 года в составе сборной России Марина Кузина и Евгения Белякова. Молодое поколение представили воспитанницы видновского Училища олимпийского резерва «Спартак» Ксения Тихоненко и Галина Киселёва, а также лучший молодой игрок Европы 2010 года словенка Ника Барич. Ещё два новичка — россиянка Татьяна Коровушкина и разыгрывающая сборной Черногории Елена Скерович. У руля команды осталась американка Чатман, четырежды выигрывавшая Евролигу со «Спартой». Помогали ей Андрей Рузанов и Кристи Сайдес.
Впервые за шесть сезонов «Спарта & К» не сумела пробиться в финальный матч Евролиги и заняла итоговое шестое место. Чемпионат России также непросто сложился для команды, но в результате баскетболистки «Спарты» выиграли серебряные медали, проиграв Екатеринбургу серию за золото. В Кубке России, проходившем на площадке УГМК, «Спартак & К» завоевала бронзовые медали, пропустив в финал оренбургскую «Надежду» и переиграв будущих обладательниц Еврокубка — Курск.
На Олимпиаде-2012 в Лондоне выступили шесть баскетболисток «Спарты & К», из них четыре — за сборную России: Ребекка Хаммон, Евгения Белякова, Марина Кузина и Наталья Виеру, вернувшаяся в клуб из аренды. Национальная команда под руководством Бориса Соколовского заняла на турнире четвёртое место. Симон Огастус завоевала вторую в своей истории олимпийскую медаль в составе сборной США, а новая центровая «Спарты» Изабель Якубу со сборной Франции выиграла серебро.
В сезоне 2012/2013 «Спарта & К» сохранила большую часть состава. Цвета клуба в Премьер-лиге, Кубке России и Евролиге ФИБА защищали Бекки Хэммон, Симон Огастус, Кэндис Дюпри, Марина Кузина, Евгения Белякова, Ника Барич, Соня Петрович. Также «Спарту» усилила опытная испанская разыгрывающая Элиза Агилар, французская центровая Изабель Якубу, центровая сборной России Наталья Виеру, вернулась в состав Екатерина Рузанова. Состав команды пополнила опытная россиянка Елена Харченко, а также в течение сезона были задействованы молодые воспитанницы клуба — Юлия Гладкова, Дарья Намок и Галина Киселёва. Клуб попал в восьмерку сильнейших команд Европы и принял участие в «Финале восьми» Евролиги ФИБА, но оказался за бортом полуфинала.
Переиграв «Надежду» (Оренбург) в полуфинальной серии Премьер-лиги и уступив в серии за золото чемпиону Евролиги сезона 2012—2013 УГМК, «Спарта энд К» завоевала серебряные медали Чемпионата России.

### 2013—2017
В сезоне 2013/2014 «Спарта энд К» столкнулась с серьёзными финансовыми трудностями: бюджет клуба был сокращен почти в три раза. Видное покинули заокеанские звезды Симон Огастус, Кэндис Дюпри, а также опытнейшая разыгрывающая Бекки Хэммон, центровая сборной Франции Изабель Якубу, игрок сборной Испании Элиза Агилар. Решено было сделать упор на игроков женской сборной России — Евгению Белякову, Наталью Виеру и отечественную молодежь, воспитанниц «Спарты энд К» Ксению Тихоненко, Дарью Намок, Галину Киселеву, Юлию Гладкову, Марину Рявкину, Ксению Левченко. Помогали россиянкам представительницы Сербии Соня Петрович и Тиана Айдукович, а также словенка Ника Барич. На пост наставника обновленной команды был приглашен заслуженный тренер России Александр Васин, имеющий более чем 25-летний опыт работы в российском и зарубежном баскетболе. Видновчанкам удалось в 8-й раз подряд пробиться в финальную часть Евролиги — Финала восьми, в котором они заняли 3 место в группе А и не смогли выйти в полуфинал. В российской Премьер-лиге команда заняла 5 место, в Кубке России пробилась в Финал четырёх.
В сезоне 2014/2015 «Спарта энд К» принимала участие в Премьер-лиге чемпионата России, Кубке России и в Еврокубке ФИБА (второй по значимости клубный турнир Европы). В регулярном чемпионате «Спарта энд К» одержала 11 побед в 18 матчах и вышла в плей-офф с 4 места. В четвертьфинале «Спарта энд К» уверенно переиграла московское «Динамо» в 2 поединках. Однако полуфинальная серия с УГМК была проиграна 0:2, так же как и серия за 3 место курскому «Динамо» 0:3. В итоге «Спарта энд К» заняла 4 место в Премьер-лиги чемпионата России. В кубке страны начала борьбу с 1/8 финала, где со счетом 68:48 на выезде одолела клуб «Глория-ГУОЛИФК», в четвертьфинале в двух играх обыграла «Воронеж-СКИФ» 95:65 на выезде и 83:49 дома и завоевала путёвку в финал четырёх, который принимал Оренбург. В полуфинале «Спарта энд К» в напряжённейшем поединке смогла одолеть УГМК 65:63, а в финале уступила курскому «Динамо» 49:68. В Кубке Европы «Спарта энд К» начала борьбу с группового турнира, где одержала 5 побед в 6 матчах, уступив лишь турецкому «Беледиеспору» на выезде 66:54 и вышла в плей-офф со 2 места. В 1/8 «Спарта энд К» в матчах с турецким «Университеси» на выезде выиграла 71:69, однако в домашней игре уступила 62:68.
В сезоне 2015/2016 «Спарта энд К» принимала участие в премьер-лиге чемпионата России, Кубке России и в Еврокубке ФИБА. В регулярном чемпионате команда одержала 16 побед в 22 матчах и вышла в плей-офф с 4 места. В четвертьфинале с «Вологдой-Чевокатой» первый матч завершился победой «Спарты энд К» на выезде 59:54, «Вологда-Чевоката» взяла гостевой реванш 65:61, в 3 игре в Видном «Спарта энд К» победила 72:54. В полуфинальной серии «Спарта энд К» уступила УГМК 0:2. В серии за 3 место с курским «Динамо» команда уступила 0:3. В кубке страны «Спарта энд К» начала борьбу со 2 раунда и завоевала путёвку в Финал четырёх, который состоялся в Курске. В полуфинале клуб обыграл «Надежду» 61:53. В финале против курского "Динамо"проиграл 54:60. В Кубке Европы «Спарта энд К» групповой турнир начала с выездного поражения от турецкого «Бешикташа» 66:76, однако оставшиеся 5 игр выиграла и вышла в плей-офф с 1 места. В 1/16 финала победила итальянский «Наполи» 81:59 на выезде и 62:60 дома. В 1/8 финала проиграла на выезде французскому «Нанту» 57:60, однако дома победила 82:64 и вышла в четвертьфинал, где проиграла "Буржу на выезде 58:68 и дома 62:63.
В сезоне 2016/2017 «Спарта энд К» принимала участие в Премьер-лиге чемпионата России, Кубке России и в Еврокубке ФИБА. Перед сезоном "команда понесла большие потери, ушли Мария Вадеева (перешла в курское «Динамо»), Раиса Мусина (перешла в польский «ССС Польковице»), Галина Кисилёва, Марина Рявкина, Аделина Абайдурова (перешли в новосибирское «Динамо»). Регулярный чемпионат сложился для «Спарты энд К» очень тяжело, ей удалось одержать лишь 7 побед в 20 матчах. В последней игре регулярного чемпионата на выезде с «Казаночкой» решалась судьба путевки в плей-офф, и «Спарта энд К» одержала победу 69:65 и смогла c 8 места выйти в четвертьфинал, где уступила курскому «Динамо» 0:2 в серии. В серии за 5-8 места команда проиграла «Вологде-Чевокате» первую игру на выезде 55:63, выиграла дома 63:58 и проиграла третью игру на выезде 58:77. В серии за 7 место «Спарта энд К» проиграла новосибирскому «Динамо» 1-2. В кубке страны команда в 1/8 финала разгромила клуб «Университет-Югра» 101:34, в четвертьфинале проиграла УГМК. В Кубке Европы начала борьбу с группового турнира где её соперницами стали: израильский «Маккаби Бнот», венгерский «Цеглед» и литовский «Хоптранс Сиренос». Одержав лишь 2 победы в 6 матчах, обе над литовским «Хоптранс Сиренос» 78:59 дома и 79:68 на выезде и закончила своё выступление в турнире.

### С 2017
В сезоне 2017/2018 «Спарта энд К» принимала участие в Премьер-лиге чемпионата России, Кубке России и в Еврокубке ФИБА.
Перед сезоном состав «Спарта энд к» усилили вернувшаяся в команду своя воспитанница центровая Аделина Абайбурова а также была приобретена американская разыгрывающая Мейган Симмонс. Тренером стал Сергей Данилин. В регулярном чемпионате «Спарта энд К» сыграла достаточно хорошо одержав 10 побед в 20 матчах, что позволило занять 5 место и выйти в плей-офф.

## Текущий состав
| \| Поз. \| № \| Гражд. \| Имя \| Дата рождения (возраст) \| Рост \| Вес \| Звание \| \| ---- \| -- \| ------ \| ------------------------- \| ------------------------- \| ------ \| ----- \| ------ \| \| РЗ \| 4 \| \| Довнар-Запольская Сабрина \| 8 декабря 2003 (21 год) \| 170 см \| 67 кг \| \| \| ЛФ \| 6 \| \| Абайдуллина Сабина \| 2 апреля 1997 (28 лет) \| 187 см \| 72 кг \| \| \| АЗ \| 7 \| \| Кузнецова Анна \| 18 ноября 2001 (23 года) \| 177 см \| 66 кг \| \| \| ЛФ \| 17 \| \| Позднякова Анна \| 2 сентября 2000 (24 года) \| 180 см \| 65 кг \| \| \| АЗ \| 18 \| \| Люлина Софья \| 14 сентября 2004 (20 лет) \| 180 см \| 60 кг \| \| \| РЗ \| 23 \| \| Балыкова Елизавета \| 13 мая 1998 (27 лет) \| 172 см \| 58 кг \| \| \| Ц \| 36 \| \| Кучина Вера \| 13 мая 2000 (25 лет) \| 193 см \| 92 кг \| \| \| АЗ \| 43 \| \| Селезенева Полина \| 25 декабря 2004 (20 лет) \| 178 см \| 64 кг \| \| \| Ц \| 44 \| \| Кузьмина Ксения \| 6 февраля 1996 (29 лет) \| 204 см \| 90 кг \| \| \| Ц \| 51 \| \| Одинцова Анастасия \| 20 сентября 2003 (21 год) \| 185 см \| 80 кг \| \| \| АЗ \| 66 \| \| Евдокимова Екатерина \| 28 августа 2000 (24 года) \| 176 см \| 70 кг \| \| \| ТФ \| 81 \| \| Сиразутдинова Эльза \| 16 января 2003 (22 года) \| 186 см \| 75 кг \| \| | Главный тренер - Сергей Данилин Ассистенты тренера - Алексей Вадеев Легенда - (К) — Капитан команды Последнее изменение: 5 октября 2023 года |             |                           |                           |        |       |        |
| Поз. | № | Гражд.      | Имя                       | Дата рождения (возраст)   | Рост   | Вес   | Звание |
| РЗ | 4 | Флаг России | Довнар-Запольская Сабрина | 8 декабря 2003 (21 год)   | 170 см | 67 кг |        |
| ЛФ | 6 | Флаг России | Абайдуллина Сабина        | 2 апреля 1997 (28 лет)    | 187 см | 72 кг |        |
| АЗ | 7 | Флаг России | Кузнецова Анна            | 18 ноября 2001 (23 года)  | 177 см | 66 кг |        |
| ЛФ | 17 | Флаг России | Позднякова Анна           | 2 сентября 2000 (24 года) | 180 см | 65 кг |        |
| АЗ | 18 | Флаг России | Люлина Софья              | 14 сентября 2004 (20 лет) | 180 см | 60 кг |        |
| РЗ | 23 | Флаг России | Балыкова Елизавета        | 13 мая 1998 (27 лет)      | 172 см | 58 кг |        |
| Ц | 36 | Флаг России | Кучина Вера               | 13 мая 2000 (25 лет)      | 193 см | 92 кг |        |
| АЗ | 43 | Флаг России | Селезенева Полина         | 25 декабря 2004 (20 лет)  | 178 см | 64 кг |        |
| Ц | 44 | Флаг России | Кузьмина Ксения           | 6 февраля 1996 (29 лет)   | 204 см | 90 кг |        |
| Ц | 51 | Флаг России | Одинцова Анастасия        | 20 сентября 2003 (21 год) | 185 см | 80 кг |        |
| АЗ | 66 | Флаг России | Евдокимова Екатерина      | 28 августа 2000 (24 года) | 176 см | 70 кг |        |
| ТФ | 81 | Флаг России | Сиразутдинова Эльза       | 16 января 2003 (22 года)  | 186 см | 75 кг |        |

## Достижения
- Чемпион Евролиги (4): 2007, 2008, 2009, 2010
- Финалист Евролиги: 2011
- Обладатель Кубка Европы (1): 2006
- Обладатель Суперкубка Европы (2): 2009, 2010
- Чемпион России (2): 2007, 2008
- Серебряный призёр чемпионата России (5): 2009, 2010, 2011, 2012, 2013
- Финалист Кубка России (5): 2009, 2010, 2013, 2015, 2016
- Бронзовый призёр Кубка России (4): 2007, 2008, 2011, 2012
- Чемпион «Dimitris Mourtos» Basketball Tournament (1): 2015
- Бронзовый призёр Кубка УГМК (2): 2014, 2016
- Бронзовый призёр Tournament «Vasilis Sakopoulos» (1): 2016
- Бронзовый призёр International Olympiacos Tournament (1): 2017

## Название
До 2009 года команда носила название «Спартак». Однако в декабре из-за разногласий со спортивным обществом «Спартак» в вопросе использования данного бренда, команда временно была фактически переименована в ЖБК «Видное». С 2010 года клуб носит название «Спарта энд К». Буква «К» в названии — в память об убитом владельце клуба Шабтае Калмановиче.